# Nyctiphanes
Nyctiphanes – rodzaj szczętek obejmujący cztery gatunki, które jako część zooplanktonu są ważnym elementem pożywienia ptaków morskich oraz poławianych komercyjnie ryb. 
Nazwa Nyctiphanes pochodzi z greki klasycznej i oznacza "nocne światło". Odnosi się ona do zdolności zwierząt tego jak i innych rodzajów szczętek do iluminacji w mrocznych głębiach oceanów za pomocą fotoforów.  
Gatunki:
- N. australis G. O. Sars, 1883
- N. capensis Hansen, 1911
- N. couchii (Bell, 1853)
- N. simplex Hansen, 1911

Gatunki występują w różnych, oddalonych od siebie regionach oceanów: N. australis występuje w wodach u wybrzeży południowo-wschodniej Tasmanii. Nyctiphanes couchi jest częścią zooplanktonu w Morzu Północnym. Nyctiphanes simplexis jest najliczniejszym gatunkiem szczętek w Zatoce Kalifornijskiej. Natomiast Nyctiphanes capensis żyje w północnych wodach Prądu Benguelskiego.